# Malcolm Brenner
Malcolm K. Brenner (4 de agosto de 1951 (73 años) es un científico clínico británico que trabaja mayoritariamente en el campo de terapia génica y la inmunoterapia aplicada a malignidad.
Se educó en el Forest School London y luego en el Emmanuel College, de la Universidad de Cambridge. Recibió su grado médico y subsiguiente Ph.D. de la Universidad de Cambridge, Inglaterra. En los 1980s, fue un conferenciante en Hematología en Hospital Libre Real en Londres. En 1990,  dejó el Reino Unido para trabajar en el St. Jude Hospital de Niños en Memphis como director de la División de trasplante de médula ósea.
Allí condujo una de los primeros estudios de terapia génica humana cuándo sel transducieron células madre de médula ósea con un vector retroviral con la intención de marcarles y estudiar su supervivencia y destino. Este estudio seminal demostró que trasplantar células de médula ósea contribuyen mucho tiempo a una hematopoyesis y también que células contaminadas de tumor en autotrasplante pueden causar recaídas. En 1994, devino director del Programa St. Jude Terapia de células y genes.
El movimiento en 1994 reflejó su interés de crecer en las modificaciones genéticas de linfocitos T para terapia de cáncer, vacunas de cáncer y anticuerpos monoclonales.
Fue presidente de la Sociedad Internacional para Terapia Celular y presidente de la Sociedad americana de Terapia de Gen entre 2002 a 2003. Fue nombrado Editor Jefa de la revista Terapia Molecular en 2009.
El Dr. Brenner fue nombrado Director del Centro para Célula y Terapia de Gen. Es miembro de facultad de dedicación exclusiva para el Centro para Célula y Terapia de Gen, el centro de Cáncer de Niños de Texas y el Dan L. Centro de Cáncer del Duncan en Baylor Universidad de Medicina, Houston, Texas.